# Имантс Даксис
Имантс Даксис (лат. Imants Daksis; род. 27 апреля 1983, Рига) — латвийский певец, автор песен и композитор. Был участником группы "Pasaules gaisma" и музыкального проекта "Antarktīda". Наиболее известен как соло музыкант. Каждый концерт позиционирует в качестве последнего, тем самым вызывая у слушателей целый спектр реакций - от подлинного волнения и страха до непонимания. Восемь альбомов Имантс выпустил под своим именем, три под псевдонимом Džefras asinis и два вместе с группой Pasaules gaismu.
Дискография:
- Aiz vēja — aizvējā (2003)
- Революция в психушке (2003)
- Rīts, kad atausa atmiņa par saules civilizāciju (2004/2005)
- Elpo, bērns! (2004/2005)
- Mežs ieiet sevī (2007)
- Vēl nedzimušas reliģijas templī (2007)
- Tu esi dziļa (erotiskas dziesmiņas) (2008)
- Elpo bērns! (pilna versija) (2009)
- Mūžīgā ģeogrāfa piedzīvojumi (2016)

вместе с группой Pasaules gaisma:
- Pasaules gaisma (2003)
- Matērijas bilžu grāmata (2003)

под псевдонимом Džefras asinis:
- Kosmoss jeb mūzika, kāda tā skan sapņos gravitācijas spiediena ietekmē (2003)
- Atbalsis no atblāzmām (2003)
- Āda ir drēbes (2005)

музыкальный проект Antarktīda:
- Antarktīdai un brīvībai! (2010)